# Jean Bérard (historien de la Grèce antique)
Pour les articles homonymes, voir Jean Bérard et Bérard.
Jean Bérard, né le 26 mai 1908 à Paris et mort à Beaune (Côte-d'Or) le 21 juillet 1957, est un historien, helléniste et archéologue français.

## Biographie
Fils de Victor Bérard et frère d'Armand Bérard, il étudie à l'École normale supérieure et obtient l'agrégation de lettres. Membre de l'École française de Rome de 1933 à 1936 puis de 1939 à 1940, il visite les sites de Grande-Grèce et d'Afrique du Nord. Sa thèse sur la colonisation grecque de l'Italie et de la Sicile dans l'Antiquité, relance les recherches sur la Grande-Grèce qui confirment progressivement ses vues.
À son retour en France, il est nommé à la Faculté des lettres de Nancy puis suppléant à la Sorbonne. Il travaille alors sur la datation de la Guerre de Troie, mettant en œuvre un cadre chronologique plus satisfaisant.
De 1952 à 1955, il dirige les fouilles sur l'île de Chypre, à Néo-Paphos et à Ktima où il découvre de nombreuses tombes dans la nécropole d'Iskendar du IIe millénaire au IIe siècle av. J.-C. Il meurt dans un accident de la route à Beaune en juillet 1957.
En 1966 est créé à Naples en son honneur un centre de recherche sur l'Italie méridionale qui porte son nom.

### Vie personnelle
Il était l'époux de Suzanne Bérard.

## Publications
- Métaponte. Étude d'archéologie et d'histoire, 1936
- La Colonisation grecque de l'Italie et de la Sicile dans l'Antiquité, 1941, rééd. 1957
- Bibliographie topographique des principales cités grecques de l'Italie méridionale et de la Sicile dans l'Antiquité, 1941
- Faire des hommes, objet, possibilités, méthodes de l'enseignement, 1946
- Les Hyksos et la légende d'Io, Recherches sur la période pré-mycénienne, 1952
- L'expansion et la colonisation grecques jusqu'aux guerres médiques, posth., 1960
- sous le pseudonyme de CMR, Histoire du fascisme Italien (1919-1934), 1938 aux éditions Rieder, livre mis au pilon par les nazis et son auteur activement recherché